# Sjoutnäsets kapell
Sjoutnäsets kapell är en kyrkobyggnad i Sjoutnäset. Kapellet tillhör Frostvikens församling i Härnösands stift. Det kallas även för Sjougdnäs kapell.

## Kyrkobyggnaden
I byn Sjoutnäset uppfördes på 1860-talet ett kapell av nybyggare från trakten. Det var ett timrat hus som var brädfodrat utvändigt men inte målat. Huset hade ett torn med lanternin och kors, vapenhus och sakristia. Detta första kapell revs i samband med att ett nytt kapell uppfördes på samma plats i slutet av 1910-talet. Arkitekten Gustaf Lindgren upprättade ritningarna till det nya kapellet 1916 och invigningen skedde 1919. Kapellet rymmer 225 personer. År 1934 renoverades byggnaden och fick samtidigt dekoration av konstnären Paul Jonze från Frösön.
Kapellet saknar fortfarande värmeanläggning och används i huvudsak vid den så kallade Sjoutnäsmässan första helgen i juli. Reparationer av taket, samt fönster gjordes sommaren 2010.